# 大聖彼特羅峰

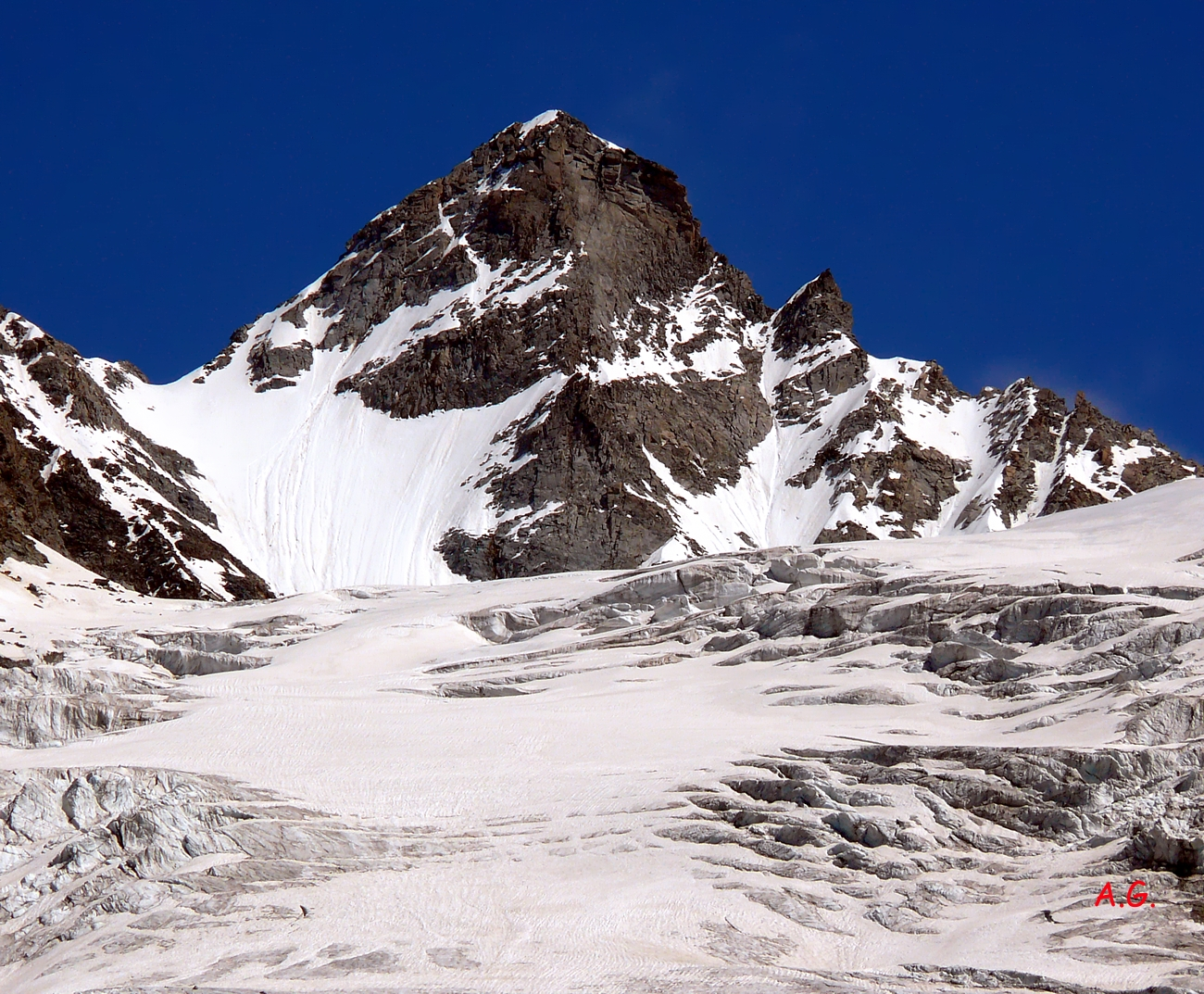

45°31′36″N 07°21′29″E / 45.52667°N 7.35806°E
大聖彼特羅峰（義大利語：Torre del Gran San Pietro），是意大利的山峰，位於該國西北部，由瓦萊達奧斯塔大區負責管轄，屬於格拉耶山的一部分，海拔高度3,692米，人類在1867年7月14日首次登頂。